# Euphorbia togakusensis
Euphorbia togakusensis är en törelväxtart som beskrevs av Bunzo Hayata. Euphorbia togakusensis ingår i släktet törlar, och familjen törelväxter. Inga underarter finns listade i Catalogue of Life.

## Bildgalleri

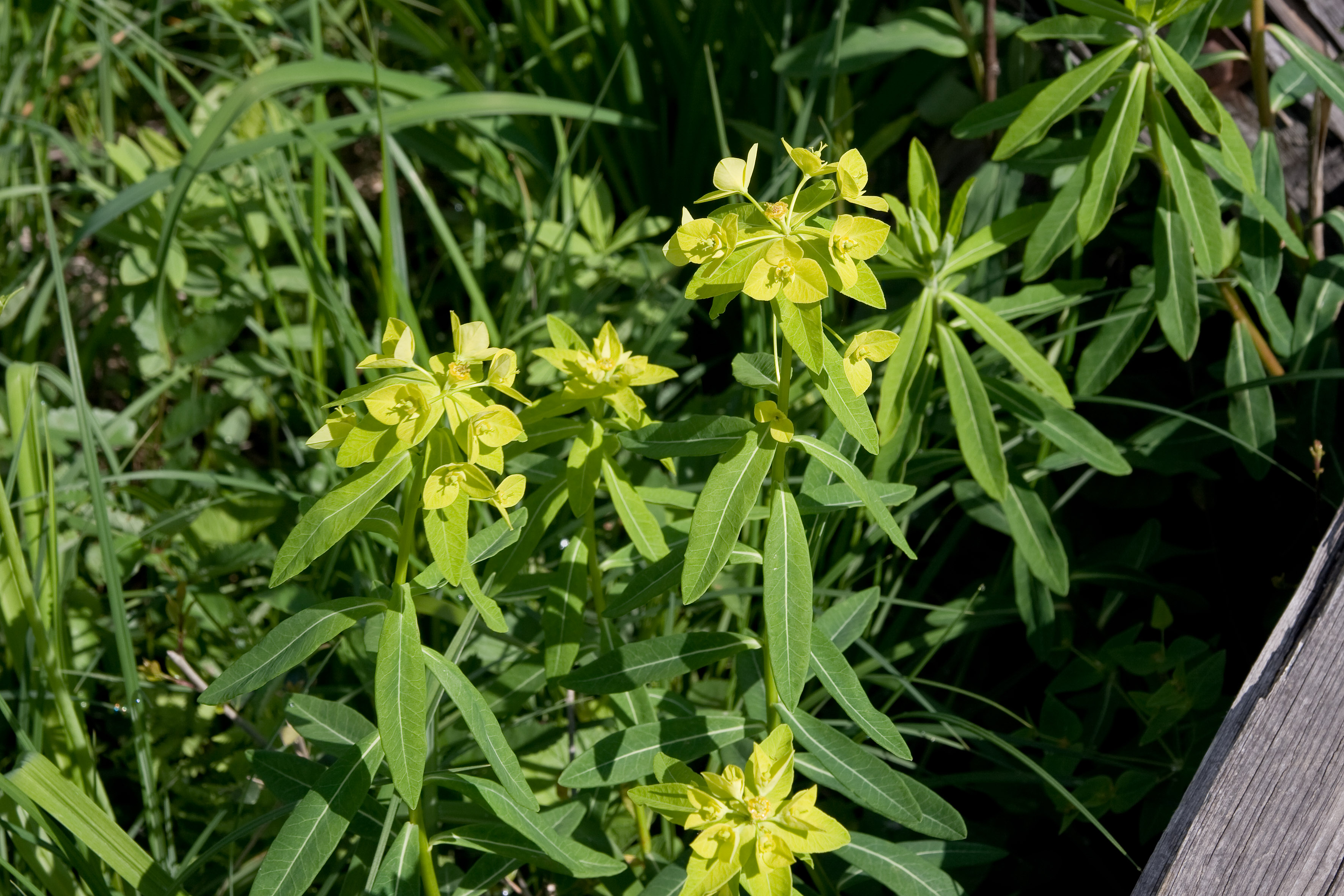
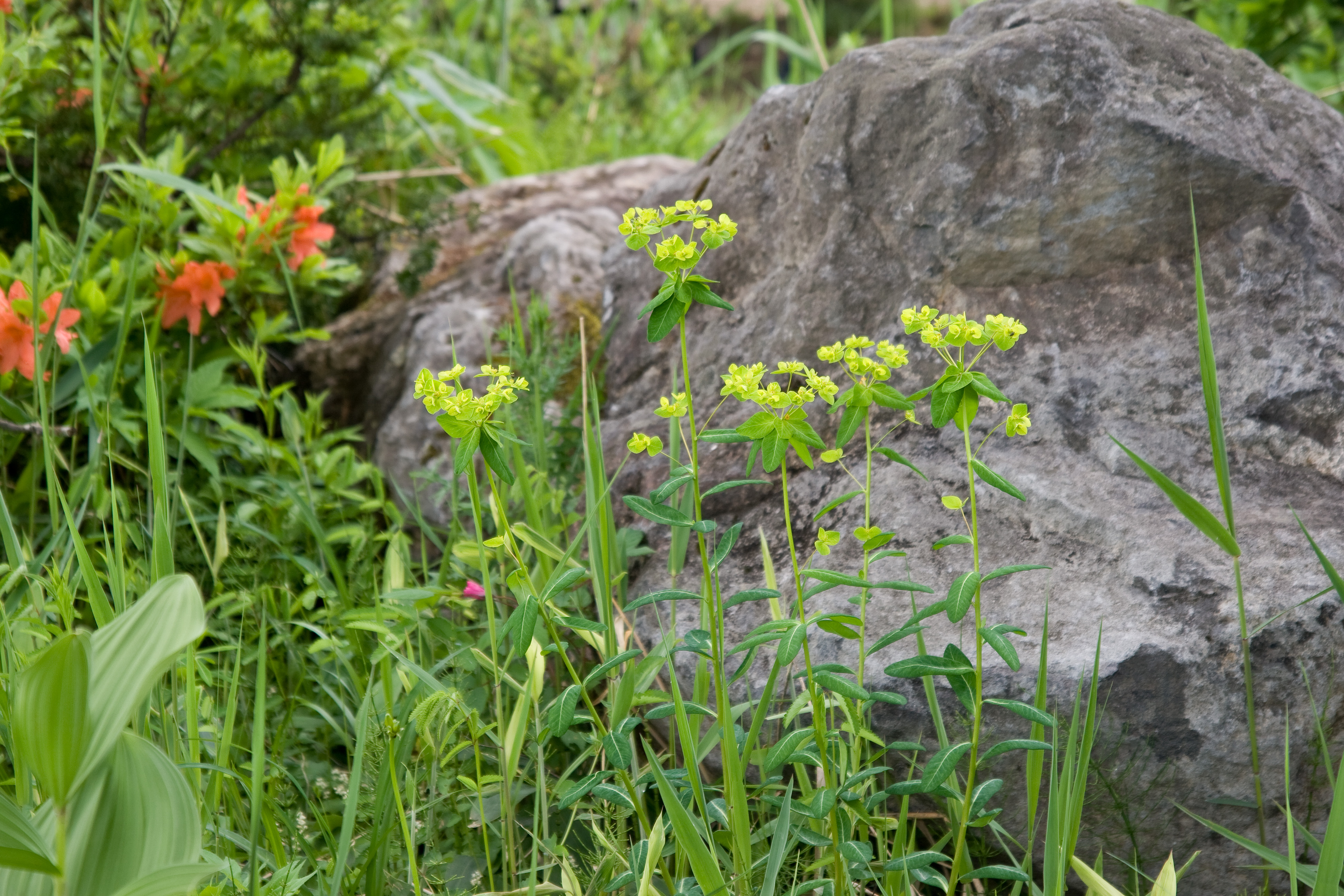